# Arrakis (Dune)
Arrakis (AFI: /arˈrakis/), conosciuto anche come Dune (AFI: /ˈdune/), è il pianeta che fa da ambientazione principale del ciclo fantascientifico di Dune dello scrittore Frank Herbert. Arrakis è il terzo pianeta della stella Canopo, inizialmente desertico per la quasi totalità della sua superficie.
La città di Arrakeen è la sede del governo planetario e prima colonia fondata sul pianeta. Nella città di Carthag si trova lo spazioporto del pianeta.
La maggior parte delle vicende del ciclo si svolgono in questo mondo dall'ecologia peculiare e dettagliatamente tratteggiata dall'autore.

## Dati geofisici
Il diametro equatoriale di Arrakis è di 8112 km. Possiede due lune, Krlln e Arvon. Krlln è noto per il disegno della sua superficie, che da Arrakis somiglia ad un topo-canguro (Muad'Dib nel linguaggio degli indigeni Fremen). La sua atmosfera è composta per il 75,4% di azoto, per il 23% di ossigeno, per lo 0,023% di anidride carbonica e restanti gas in tracce. La sua temperatura alla superficie raggiunge dai 334 ai 355 gradi assoluti (61-82 °C). Il sistema faunistico indigeno è dominato da giganteschi vermi delle sabbie lunghi fino a 400 metri che producono la sabbia del pianeta ma anche il Melange, la preziosissima spezia che rende Dune il fulcro dell'Impero galattico.

## Vicende politiche
In epoche remote il pianeta Arrakis venne colonizzato dai Fremen, una popolazione derivante dalla stirpe nomade degli Zensunni soggetta a una lunga diaspora nella galassia. Arrakis assurse a mondo-chiave dell'universo dopo la scoperta degli effetti del melange, la spezia prodotta solo su questo pianeta. Nell'84 b.g. (prima della Gilda Spaziale) fu compiuto il primo viaggio nell'iperspazio sfruttando il melange, e iniziò subito l'interessamento del Corpus Luminis Praenuntiantis (la futura Gilda Spaziale) verso il pianeta. Precedentemente, Arrakis era stato visitato da delegazioni del Bene Gesserit, particolarmente nella branca della Missionaria Protectiva, allo scopo di indottrinare la popolazione Fremen con le superstiziose leggende profetiche dello Kwisatz Haderach, "la via più breve", un umano con capacità di essere mentalmente in molti spaziotempi contemporaneamente. L'azione del Bene Gesserit sul pianeta rimarrà di importanza capitale nello sviluppo sociale dei Fremen e nell'ascesa di Paul Atreides.
Alcune migliaia di anni dopo la scoperta del melange, la gestione del pianeta Arrakis diventò molto delicata per la sua posizione primaria nell'economia della galassia. Si decise che la sua amministrazione (e dunque anche l'estrazione del melange) dovesse venire affidata a una delle grandi case del Landsraad. Il baronato degli Harkonnen fu scelto per questo compito. Nell'amministrazione del pianeta, gli Harkonnen usarono metodi brutali per portare l'estrazione della spezia a livelli soddisfacenti, attuando una sistematica campagna di sterminio dei Fremen. In queste vicende si distinsero le personalità del barone Vladimir Harkonnen, succeduto ad Abulurd - destituito per incapacità - nella gestione di Arrakis, e del nipote Feyd-Rautha Harkonnen, destinato nei progetti del Barone a succedergli e a garantirsi un'impunità basata sulla menzognera percezione di una sua pretesa maggiore bonarietà.
Per motivi di interesse dinastico, l'Imperatore Padishah Shaddam IV affidò nel 10191 il controllo di Arrakis alla casa Atreides, destituendo gli Harkonnen. Il duca Leto Atreides, tuttavia, governò solo per pochi mesi il pianeta poiché cadde vittima di un sanguinoso attacco da parte degli Harkonnen, sostenuti segretamente dalle truppe Sardaukar dell'Imperatore, che si reimpossessarono legalmente del pianeta.
Nel 10193 il figlio di Leto, Paul Atreides, sfuggito alle persecuzioni degli Harkonnen e divenuto il messia dei Fremen, capeggiò una rivoluzione contro gli Harkonnen - massacrandoli - e conquistando il dominio del pianeta. Grazie al suo inarrestabile potere politico-religioso, nel 10196 l'imperatore padiscià abdicò in favore di Paul Atreides, che divenne così nuovo imperatore e pose su Arrakis la sede imperiale.

## Il progetto di terraformazione di Arrakis
La singolare ecologia di Dune è stata studiata approfonditamente da Pardot Kynes, planetologo imperiale. Egli convinse i Fremen, gli abitanti indigeni del pianeta, della possibilità di modificare il pianeta cancellandone l'aridità, tramite l'accumulazione in enormi bacini sotterranei dell'umidità del pianeta. Il progetto prevedeva un periodo che andava dai 300 ai 500 anni. A convincere Kynes della plausibilità del progetto furono i suoi studi, in particolare il ritrovamento di una rara pianta nativa che cresceva sopra i 2500 metri nell'emisfero nord, un tubero lungo due metri contenente mezzo litro d'acqua; a convincerlo definitivamente del fatto che Arrakis un tempo fosse ricoperto d'acqua fu la scoperta casuale di una gigantesca depressione che si estendeva per circa 300 km e che era un vero e proprio giacimento di sale. La "trota delle sabbie", animale ben noto ai Fremen che da adulto evolve nel verme delle sabbie di Dune, riveste un ruolo chiave nella sequestrazione dell'acqua dall'atmosfera di Dune. Infatti, la trota delle sabbie nella sua attività all'interno delle sabbie isola l'acqua in sacche all'interno degli strati porosi in profondità. Il progetto di terraformazione coinvolse l'intero popolo dei Fremen: esso iniziò con la semina di erba sulle dune di sabbia, poi con l'impianto di vegetali dalle radici più profonde e poi con l'inserimento nell'area di un ecosistema faunistico composto di animali capaci di perforare la sabbia (per aerare il sottosuolo) e di predatori. Infine, per verificare la stabilità del nuovo ecosistema vennero impiantate palme, meloni, piante di cotone e di caffè. Si instaurò così un ciclo autosufficiente che in 350 anni trasformò Arrakis da pianeta deserto a mondo fertile ed umido (Rakis), al prezzo però della drastica diminuzione dei Vermi delle sabbie, per i quali l'acqua è estremamente tossica.

## Il messaggio ecologista di Frank Herbert
L'attenta costruzione del mondo di Dune da parte del suo autore, Frank Herbert, fu una scelta dovuta agli studi accurati da lui compiuti sui fenomeni della desertificazione e sulle costumanze delle popolazioni delle zone aride. Il messaggio che appare chiaro in Dune, almeno per quanto riguarda il valore del popolo Fremen e degli insegnamenti del personaggio di Liet-Kynes, è un messaggio ecologista. Herbert criticava duramente lo sfruttamento selvaggio della terra da parte dell'uomo, uno sfruttamento che non dà possibilità di ricrescita delle zone sfruttate e dunque costituisce la principale fonte del fenomeno della desertificazione. Diversamente, i popoli che vivono in zone aride - detentori di una saggezza molto antica - utilizzano la terra senza sconvolgerne l'equilibrio ecologico, attendendo i tempi di ricrescita invece di sfruttare fino all'esaurimento una fonte di cibo.
Dune è anche un inno all'adattamento, una specie di testo darwinistico in cui Herbert dà dimostrazioni di come la fauna e la flora siano capaci di adattarsi in ambienti aridi e sopravvivere: gli esempi riportati nel romanzo - piante che assorbono ad elevate velocità l'umidità del terreno, animali che prelevano dal sangue delle vittime l'acqua sufficiente a idratarli (consuetudine applicata dagli stessi Fremen) - non sono altro che adattamenti di esempi presenti sulla Terra, e da Herbert accuratamente studiati negli anni precedenti la stesura del romanzo. Il mondo di Arrakis, di Dune, è dunque lo spettro di come la Terra potrà diventare se lo sfruttamento umano continuerà in modo così irresponsabile.

## Influenza culturale
Ad Arrakis è intitolata l'Arrakis Planitia su Titano.  Con Andoria, nell'universo fantascientifico di Star Trek, è citato come esemplificazione di pianeta abitato, ma dalle condizioni estreme, tanto da chiedersi se i suoi abitati umanoidi possano esservisi evoluti o se non siano giunti come colonizzatori da un altro mondo.